# Lukas Jutkiewicz
Lukas Jutkiewicz (Southampton, 28 maart 1989) is een Engels voetballer die bij voorkeur als aanvaller speelt. Hij tekende in juli 2014 een driejarig contract bij Burnley, dat circa €1.850.000,- voor hem betaalde aan Middlesbrough.

## Clubcarrière
Jutkiewicz debuteerde in april 2006 op 17-jarige leeftijd bij Swindon Town. Hij scoorde 5 doelpunten in 38 wedstrijden voor die club. Op 17 maart 2007 tekende hij een contract bij Everton. Die club leende hem driemaal uit. Eerst aan Plymouth Argyle, daarna aan Huddersfield Town en ten slotte aan het Schotse Motherwell. Op 26 juli 2010 tekende hij een driejarig contract bij Coventry City. Op 14 januari 2012 leende die club hem uit aan Middlesbrough. Diezelfde dag nog debuteerde hij tegen Burnley. Eén maand later kocht Middlesbrough de aanvaller over.

## Erelijst
| Kampioen Championship | 1x | 2015/16 |

2 Laird ·
3 Buchanan ·
4 Klarer ·
5 Sanderson ·
6 Bielik  ·
7 Hansson ·
9 May ·
10 Jutkiewicz ·
11 Wright ·
12 Leonard ·
13 Paik ·
14 Anderson ·
15 Chang ·
17 Dykes ·
18 Willumsson ·
19 Gardner-Hickman ·
20 Cochrane ·
21 Allsop ·
23 Sampsted ·
24 Iwata ·
25 B. Davies ·
26 Harris ·
27 Khela ·
28 Stansfield ·
33 Yokoyama ·
45 Peacock-Farrell ·
48 Mayo ·
Coach: C. Davies
· Assistent-coach: Petty
· Assistent-coach: Gardiner
· Assistent-coach: Huddlestone